# Belmonte de Miranda
Belmonte de Miranda – gmina w Hiszpanii, w prowincji Asturia, w Asturii, o powierzchni 208,01 km². W 2011 roku gmina liczyła 1740 mieszkańców.